# Oniscidae
Famille
Les Oniscidae sont une famille d'isopodes (« cloportes »).

## Liste des genres
| Selon World Register of Marine Species (17 février 2024) : - Oniscus Linnaeus, 1758 - Oroniscus Verhoeff, 1908 - Phalloniscus Budde-Lund, 1908 - Rabdoniscus Vandel, 1981 - Rodoniscus Arcangeli, 1934 - Sardoniscus Arcangeli, 1939 | Selon ITIS (17 février 2024) : - Oniscus Linnaeus, 1758 - Hora Barnard, 1932 - Cerberoides Jackson, 1938 - Hanoniscus Budde-Lund, 1912 - Tasmanoniscus Vandel, 1973 - Sardoniscus Arcangeli, 1939 - Krantzia Barnard, 1932 - Exalloniscus Stebbing, 1911 - Hiatoniscus Barnard, 1932 - Diacara Budde-Lund, 1908 - Oroniscus Verhoeff, 1908 |

## Systématique
Le nom valide complet (avec auteur) de ce taxon est Oniscidae Latreille, 1802.